# ヘキサクロロブタジエン
ヘキサクロロブタジエン (Hexachlorobutadiene) Cl2C=C(Cl)C(Cl)=CCl2 は、室温で無色の液体でテルペンチンのような匂いがある。ニッチな用途を持つ塩素化脂肪族ジエンだが、他の塩素含有化合物の溶媒として最も一般的に使用される
。

## 合成
ヘキサクロロブタジエン（HCBD）は、主に四塩化炭素およびテトラクロロエチレンの生産の副産物としてクロリノリシス (chlorinolysis) プラントで生産される。クロリノリシスは、炭化水素が熱分解条件下で塩素ガスにさらされたときに発生するラジカル連鎖反応である。炭化水素は塩素化され、結果として生じるクロロカーボンは分解される。このプロセスは燃焼に似ているが、酸素の代わりに塩素を使用する。 
ヘキサクロロブタジエンは、四塩化炭素とテトラクロロエチレンの両方の生成におけるブタン誘導体の塩素化分解中に副産物として生成する。これらの 2つの商品は非常に大規模に製造されているため、一般に、産業需要を満たすのに十分な HCBD が得られる。あるいは、ヘキサクロロブタジエンは、ブタンまたはブタジエンの塩素化で直接合成することもできる。

## 反応性
クロリノリシスの生成物は、反応が起こる温度と圧力の両方に大きく依存する。したがって、塩素ガスの存在下でこれらの反応条件を調整することにより、ヘキサクロロブタジエンをさらに塩素化して、テトラクロロエチレン、ヘキサクロロエタン、オクタクロロブテン、さらにはデカクロロブタンを得ることができる。一般に、化合物の塩素置換基の数を増やすと、毒性は増するが、可燃性は低下する。炭素骨格開裂による塩素化は熱力学的に好ましいのに対し、塩素化 C4生成物はより低い温度と圧力で好まれる。ヘキサクロロブタジエンの 3つのクロリノリシス生成物を以下の反応に示す。

## 応用
ヘキサクロロブタジエンの主な用途の 1つは、塩素の溶媒としての使用である。これは、「似た物が似た物を溶かす」という一般的な格言の良い例である。0°Cでの HCBD への塩素のモル溶解度は約 34%（2.17 mol/L）である。他の塩素溶媒である四塩化炭素の 0°Cでの溶解度は約 30%（3.11 mol/L）である。1モルの C4Cl6は 1モルの CCl4よりも多くの塩素を溶解できるが、2つの溶媒間の分子量の違いにより、溶媒 1リットル当たりでは四塩化炭素により多くの塩素を溶解できる。以下に示すのは、さまざまな温度での四塩化炭素と比較したヘキサクロロブタジエンのモル溶解度である
。 
| Temp (C) | Molar Solubility of HCBD | Molar Solubility of CCl4 |
| -------- | ------------------------ | ------------------------ |
| -20      | 60                       | 60                       |
| 0        | 34                       | 30                       |
| 20       | 21                       | 18                       |
| 40       | 13                       | 10                       |
| 60       | 10                       | 8                        |
| 80       | 6                        | 5                        |

塩素と同じように、他の塩素含有化合物もヘキサクロロブタジエンに容易に溶かすことができる。溶媒としては、一般的な酸に対して非反応性であり、非求核性塩基を選択する。溶媒としての HCBD の実例となる用途は、トルエンの FeCl3触媒による塩素化であり、ペンタクロロメチルベンゼンが得られる。塩化第二鉄は CCl4に不溶性であるため、この反応では四塩化炭素よりもヘキサクロロブタジエンのみが使用される。
塩素化合物に対する親和性を考えると、液体 HCBD は、ガス流から塩素含有汚染物質を除去するためのスクラバーとして使用される。この応用の例は、主要な汚染物質、特に Cl2がガス状塩化水素よりもヘキサクロロブタジエンに溶けやすいため、HClガスの製造に使用することである。 
IR分光法では、C-H伸縮バンドの伸縮周波数を分析するためにヘキサクロロブタジエンが mull (ペースト基剤) として使用されることがある。通常は、mull剤としては、ヌジョールが用いられる。ヌジョールは炭化水素であるため、サンプルからの信号に干渉する可能性のあるC-H伸縮バンドを示す。HCBDには C-H結合が含まれていないため、ヌジョールの代わりに　HCBDを使用して IRスペクトルのこの部分を取得でる。残念ながら、一部の有機金属化合物は HCBDと反応するため、サンプルを破壊しないように、mull剤として選択する際には注意が必要である。 
ヘキサクロロブタジエンには、やや時代遅れではあるが、工業用冷却システムにおける殺藻剤としてのさらに別の用途がある。 HCBDは強力な除草剤だが、近年、低濃度での化合物の毒性が高いため、この特定の用途は推奨されていない。 

## 毒性
ヘキサクロロブタジエンは、経口、吸入、および皮膚経路を介した暴露後に全身毒性を生じることが観察されている。影響には、脂肪肝変性、上皮壊死性腎炎、中枢神経系抑制およびチアノーゼが含まれる場合がある。
ヘキサクロロブタジエンの発がん性は米国環境保護庁によって分類されており、ヘキサクロロブタジエンはグループ Cの可能性のあるヒト発がん性物質として分類されている。
米国政府および産業衛生学者会議 (The American Conference of Governmental and Industrial Hygienists )は、ヘキサクロロブタジエンを、ヒトとの関連性が不明な A3確認済み動物発がん物質 (A3 Confirmed Animal Carcinogen with Unknown Relevance to Humans)として分類した 。米国労働安全衛生研究所 (NIOSH) は、推奨暴露限界を 8時間労働で 0.02ppmに設定した。 